# 奥澤七事斎
奥澤 七事斎（おくざわ しちじさい、1809年（文化）6年） - 1865年7月28日（慶応元年6月6日））は、幕末の日本の柔術家。諱は良重、字は三造、もしくは園蔵、　号は七事斎。
気楽流柔術14世。尊皇攘夷の動きにもかかわったが、そのために獄死した。

## 生涯
上野国山田郡鹽原村穴原の生まれ。気楽流の飯塚臥龍斎、五十嵐金弥、斎藤武八郎らに師事し、免許皆伝（15世）。
後に、由良氏家臣となり、その後、江戸湯島に道場を開き、伊勢亀山藩家老で国学者の近藤織部(近藤幸殖)に召出される。磐城平藩の安藤信正に仕えた。後江戸浅草花川戸に道場を移し、戸田流を名乗る。
近隣の諸藩士や安藤対馬守の藩士の加藤木重教など多くを集め、門弟　数百人余を育てる。そのため、奥澤七事斎の門人は、気楽流ではなく、戸田流と名乗る例が多い。
1860年正月（天保7年）には浅草浅草寺に、戸田越後守11代飯塚臥龍斎（外龍斎）源興義、斎藤武八郎源在寛伝来として、自らの名で戸田、無敵、気楽三流柔術の献額を行う。
嘉衛２年７月（1849）門人１名、安政6年（1859年）１１月に門人の橋本左仲、長嶋平五郎（永嶋平五郎源長明）、大川源三郎（重広）が天神真楊流　磯道場と戸田流として試合を行い。また万延元年（1860年）には大川源三郎が再び試合を行っており天神真楊流　磯道場との交流が盛んにあった。文久２年（1862年）2月には大阪の佐々木道場（天神真楊流）での門人の出稽古などの記載があるが、いずれも戸田流を名乗って、天神真楊流との試合を行っている。
文久2年（1862年）10月　攘夷督促勅使の江戸下向にあたり、朝廷が設置した国事御用掛　副使の姉小路公知に召し抱えられ朝廷　御用人、太刀を拝領した。子の奥澤敬太郎らとともに、上州新田郡出身の門弟らと尊王攘夷運動に加わる。　
文久3年（1863年）5月　朔平門外の変で姉小路公知が暗殺された後は、文久4年（1864年）嵯峨御所の師範役となるも、禁門の変、尊王攘夷運動他の騒動に関連するなどし、三条実美の朝廷の親兵設置に参加するなどしたが、幕府に補えられ入牢。
慶応元年6月6日（1865年7月28日）　牢中にて死去し、浅草法恩寺と群馬県山田郡鹽原村奥澤家墓地に葬られる　戒名は有善院澤光照居士。